# Andréeland (Groenland)
Andréeland is een schiereiland in Nationaal park Noordoost-Groenland in het oosten van Groenland. Het is een van de schiereilanden in het fjordensysteem van het Koning Oscarfjord.
Het schiereiland is vernoemd naar Salomon August Andrée.

## Geografie
Het eiland wordt in het noordoosten begrensd door de Nunatakgletsjer en het Geologfjord, in het zuidoosten door het Keizer Frans Jozeffjord, in het zuidwesten door het Isfjord, in het oosten door de Gerard de Geergletsjer en in het noordwesten door de Adolf Hoelgletsjer.
Aan de overzijde van het water ligt in het noordoosten het Strindbergland, in het zuidoosten Ymer Ø met Gunnar Anderssonland, in het zuiden Suessland en in het zuidwesten Frænkelland. In het westen ligt aan de andere zijde van de gletsjer het Louise Boydland.

### Gletsjers
Op Andréeland bevinden zich meerdere gletsjers. Dit zijn naast de Gerard de Geergletsjer, Adolf Hoelgletsjer en de Nunatakgletsjer onder andere de Luciagletsjer, Blåbærgletsjer en Spaltegletsjer. Ten noorden van Andréeland ligt ook nog de Eyvind Fjeldgletsjer.